# Verder (Jeroen van der Boom)
Verder is het vijfde album van Jeroen van der Boom.
Het is de opvolger van zijn vierde album Jij bent zo met de gelijknamige nummer 1-hit. De teksten zijn afkomstig van Han Kooreneef.
Op 3 oktober 2009 kwam het album op #10 binnen in de Album Top 100.

## Tracklist
| #  | Naam                      | Duur |
| -- | ------------------------- | ---- |
| 01 | "Dat weet je"             | 2:55 |
| 02 | "Schreeuw in de woestijn" | 3:33 |
| 03 | "Verder"                  | 3:26 |
| 04 | "Veel te veel"            | 3:32 |
| 05 | "Weer geloven"            | 3:07 |
| 06 | "Hou je nog wel van mij?" | 4:10 |
| 07 | "Alles min één"           | 3:47 |
| 08 | "Ga voor jou"             | 3:15 |
| 09 | "Wacht op mij"            | 3:29 |
| 10 | "Eeuwig wachten"          | 3:51 |
| 11 | "10 over 10"              | 2:43 |
| 12 | "Zo mooi als jij"         | 4:25 |
| 13 | "Hoe lang nog"            | 3:24 |
| 14 | "Geloof in mij"           | 3:43 |

## Hitnotering
| "Verder" in de Nederlandse Album Top 100 - binnen: 03-10-2009 | "Verder" in de Nederlandse Album Top 100 - binnen: 03-10-2009 | "Verder" in de Nederlandse Album Top 100 - binnen: 03-10-2009 | "Verder" in de Nederlandse Album Top 100 - binnen: 03-10-2009 | "Verder" in de Nederlandse Album Top 100 - binnen: 03-10-2009 | "Verder" in de Nederlandse Album Top 100 - binnen: 03-10-2009 | "Verder" in de Nederlandse Album Top 100 - binnen: 03-10-2009 |
| Week                                                          | 01                                                            | 02                                                            | 03                                                            | 04                                                            | 05                                                            |                                                               |
| ------------------------------------------------------------- | ------------------------------------------------------------- | ------------------------------------------------------------- | ------------------------------------------------------------- | ------------------------------------------------------------- | ------------------------------------------------------------- | ------------------------------------------------------------- |
| Nummer                                                        | 10                                                            | 14                                                            | 42                                                            | 59                                                            | 67                                                            | uit                                                           |